# Quartiere Mazzarino
Il Quartiere Mazzarino è un quartiere che si trova nel centro di Aix-en-Provence, a sud del cours Mirabeau, il viale principale di Aix.
Nel 1646 Michele Mazzarino, appena nominato arcivescovo di Aix, chiese al re Luigi XIV l'autorizzazione ad abbattere il bastione sud della città per costruirvi un nuovo quartiere, incorporando terreni di proprietà dell'arcivescovado e dell'Ordine di San Giovanni. 
Il quartiere presenta una pianta a scacchiera e ospita un notevole numero di hôtels particuliers, oltre alla Chiesa di Saint-Jean-de-Malte e al museo Granet.